# Балка Сидельникова
Балка Сидельникова — ентомологічний заказник місцевого значення. Об'єкт розташований на території Оріхівської міської громади Пологівського району Запорізької області (в межах земель Новоандріївської сільської ради).
Площа — 55 га, статус отриманий у 1984 році.
Охороняється цілинна балка з лучно-степовою рослинністю.